# International Network for Advancing Science and Policy
INASP és una oenagé de cooperació al desenvolupament internacional que treballa amb una xarxa global de socis per millorar l'accés, la producció i l'ús d'informació d'informació científica, per tal que els països en vies de desenvolupament puguin millorar la seva capacitat científica en la resposta als seus reptes de desenvolupament.
La seva seu és a Oxford però està governada per una Junta Directiva internacional. Els projectes d'INASP són duts a terme per un nucli de personal contractat a temps complet, col·laboradors associats i el personals i voluntaris de les organitzacions contraparts que formen part de la xarxa d'INASP a més de cent països. La feina d'INASP és finançada pels seus soci als respectius països de la xarxa, per agències governamentals i no governamentals d'ajuda al desenvolupament i per fundacions filantròpiques.

## Història
INASP va ser fundada pel Consell Internacional per Ciència l'any 1992 per tal de "millorar l'accés a la informació i al coneixement tot creant capacitats locals en països emergents i en vies de desenvolupament."
Va ser inscrita com a "charity organization" el 2004 al Regne Unit. El 2012 va celebrar doncs el seu 20è tot renovant les bases del projecte.

## Feina
Tota la feina d'INASP està orientada a millorar els recursos materials i les capacitats dels agents que poden fer progressar l'accés, producció i ús d'informació científica, com a via de recoloçar un desenvolupament sostenible.
Els focus de la oenagé es troba en els aspectes clau del cicle de comunicació de la informació científica:
- Disponibilitat i accés a les publicacions científiques
- Millora de la qualitat i difusió de les publicacions científiques
- Generació de demanda d'informació científica
- Suport a l'elaboració de polítiques basades en evidències d'informació.
- Enfortiment de xarxes de recerca i de transferència de coneixement
- Creació d'espais i dinàmiques per a compartir aprenentatges i bones pràctiques.

## Projectes

### AuthorAID
El projecte AuthorAID té dos objectius claus: augmentar l'índex d'èxit dels investigadors de països en desenvolupament que aconsegueixen publicar la seva recerca internacionalment; i augmentar la visibilitat i influència de la recerca que es fa i es publica en els països en vies de desenvolupament. AuthorAID aconsegueix aquests objectius a través del treball en xarxa, l'accés al recursos d'informació, les activitats de formació i de mentoria.

### Journals Online (JOLs)
Els objectius del projecte JOLs estan orientats a millorar l'accessibilitat i visibilitat de la recerca i les publicacions dels països en desenvolupament. Per fer-ho possible, INASP dona suporta a la creació de portals de revistes eficients i segurs per a la gestió i publicació de revistes en línia basada en el programari OJS, així com l'assessorament i formació necessari per a la creació de projectes editorials sostenibles i de qualitat.
Public Knowledge Project (PKP), l'orgnanització del Canadà creadora del OJS, col·labora en el desenvolupament i el hosting d'aquests portals del JOLs, que van començar amb l'African Journals Online (AJOL). Actualment, el projecte ha crescut amb Bangladesh Journals OnLine (BanglaJOL), Latin America Journals Online (LAMJOL), Nepal Journals Online (NepJOL), Sri Lanka Journals Online (SLJOL), Philippines Journals Online (PhilJOL), and Vietnam Journals Online (VJOL). Tot i que el JOLs són inicialment allotjats en els servidors de PKP al Canadà, el projecte està pensat perquè finalment la gestió tècnica acabi sent transferida als països promotors. Així, PhilJOL I VJOL son ja gestionars localment a cada país i BanglaJOL va començar la transició el 2012.

### Publishers for Development
Publishers for Desenvolupament és un fòrum d'informació i discussió al voltant de la importància que té per al desenvolupament l'accés a informació de qualitat. A través d'una variada gamma d'activitats, treballa els reptes específics que sobre aquesta qüestió tenen les biblioteques de països en desenvolupament, els investigadors i els editors.

### VakaYiko
El consorci VakaYiko és un projecte de tres anys que implica cinc organitzacions que treballen principalment dins tres països. El nom del projecte es una combinació de Vaka És Shona (Àfrica Del sud), que vol dir "construir", i de Yiko és Dagbani (Ghana) que signica "capacitat", ja que es vol destacar les principals regions d'Africa on treballa aquest consorci..